# Sundby KFUM Fodbold
Sundby KFUM Fodbold er en dansk fodboldklub hjemmehørende på Amager, som er medlem af fællesskabet KFUM og KFUK i Sundbyerne, men fungerer som en selvstændig og uafhængig enhed. Foreningen, som tæller godt 45 medlemmer (pr. 2005), har sine klublokaler i kælderen af KFUM og KFUKs bygning i Oliebladsgade 7 i Sundbyøster og afvikler deres træning og hjemmebanekampe på Kløvermarkens Idrætsanlæg. Fodboldklubben er endvidere medlem af KFUMs Idrætsforbund og Københavns Boldspil-Union (KBU), hvor 1. seniorholdet for 2007-sæsonen spiller i den lokale Serie 3.

## Klubbens historie
KFUM og KFUK i Sundbyerne startedes den 16. oktober 1902 som en kristelig forening i børne- og ungdomsbevægelsen KFUM og KFUK i Danmark. Foreningen havde i starten kun "KFUM" i navnet, men man fik sidenhen tilføjet "KFUK", således at foreningens fulde navn i dag er "Kristelig Forening for Unge Mænd og Kvinder i Sundbyerne" (samlet betegnelse for bydelene Sundbyvester og Sundbyøster i det nordlige Amager).
Sundby KFUM's fodboldafdeling blev startet den 17. november 1910 og fik senere tilknyttet sine foreningsaktiviteter til KFUM og KFUKs egen bygning, opført i 1925, i Oliebladsgade 7-9 på Amager – overfor naboen Sundby Kirke.

### Bestyrelsesformænd
- 199?-: Bjarne Nielsen

### Kasserer
2007-?: David Salato

### Træneroversigt
- 2009-2010: Kern Jensen 
  - Assistenttræner: Thomas "Delle" Fridlund
- 2006-2006: Jean  Berthou
- 2006-: Mik Larsen
  - Assistenttræner: David Salato (200?-)

## Logo og farver
Sundby KFUMs logo består af et skjold med en blå kant. Klubbens officielle navn er placeret i den øverste sektion på en hvid baggrund, hvor hvert bogstav i forkortelsen "KFUM" omkredser en blå cirkel indeholdende en blå trekant for at afspejle medlemskabet af KFUMs Idrætsforbund, som netop anvender samme grafiske identitet. Samme klublogo anvendes af enkelte andre idrætsforeninger med navnet Sundby KFUM – deriblandt Sundby KFUM Håndbold samt Sundby KFUM Badminton Club, der endvidere har tilføjet forkortelsen "B.C." indenfor cirklen.
Danske idrætsforeninger med tilknytning til bevægelsen KFUM og KFUK anvender normalt den blå trekant med blå cirkel (eller hvid cirkel og trekant med blå baggrund) i deres klubs grafiske identitet grundet medlemskabet i KFUMs Idrætsforbund, frem for KFUM og KFUKs internationale symbol, den røde trekant, der blev indført af amerikanske Luther H. Gulick i 1890. Trekantens sider symboliserer bevægelsens mission om at "bygge en sund krop, sjæl og ånd for alle", hvilket kan oversættes til fysisk aktivitet, øget kundskab og åndelig fordybelse.

## Klubbens resultater

### DBUs Landspokalturnering
Klubben er endnu ikke nået forbi de lokale indledende runder, der kvalificerer holdet til DBUs Landspokalturnering.

### Bedrifter i Danmarksturneringen
De sportslige resultater for klubbens førstehold i Danmarksturneringen og KBUs rækker igennem årene:
| N. | Række                          | Nr.       | Statistik        | Topscorer | Bem.         |
| 9 | KBU Serie 3, Pulje 1 (7) 2007  | i/t       | i/t              | i/t       | Igangværende |
| 8 | KBU Serie 2, Pulje 1 (4) 2006  | 13. plads | 26-4-3-19 36-104 | i/t       | Nedrykning   |
| 8 | KBU Serie 2, Pulje 1 (4) 2005  | 3. plads  | 26-16-4-6 59-32  | i/t       |              |
| 8 | KBU Serie 2, Pulje 1 (42) 2004 | 3. plads  | 21-13-0-8 60-38  | i/t       |              |
| 8 | KBU Serie 2, Pulje 1 (4) 2003  | 9. plads  | 26-9-6-11 39-66  | i/t       |              |
| 8 | KBU Serie 2, Pulje ? (?) 2002  | 10. plads | 26-10-2-14 46-57 | i/t       |              |
| i/t: Ikke tilgængelig, N.: Rækkens niveau i den pågældende sæson, Nr.: Slutplacering, Bem.: Bemærkning(er) |                                |           |                  |           |              |

## Ekstern kilde/henvisning
- Sundby KFUM Fodbolds officielle hjemmeside